# Baseball

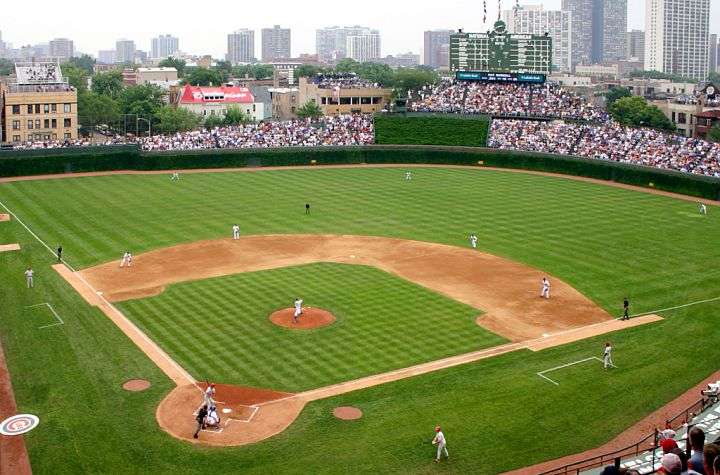
Widok na stadion baseballowy, na pierwszym planie baza domowa.

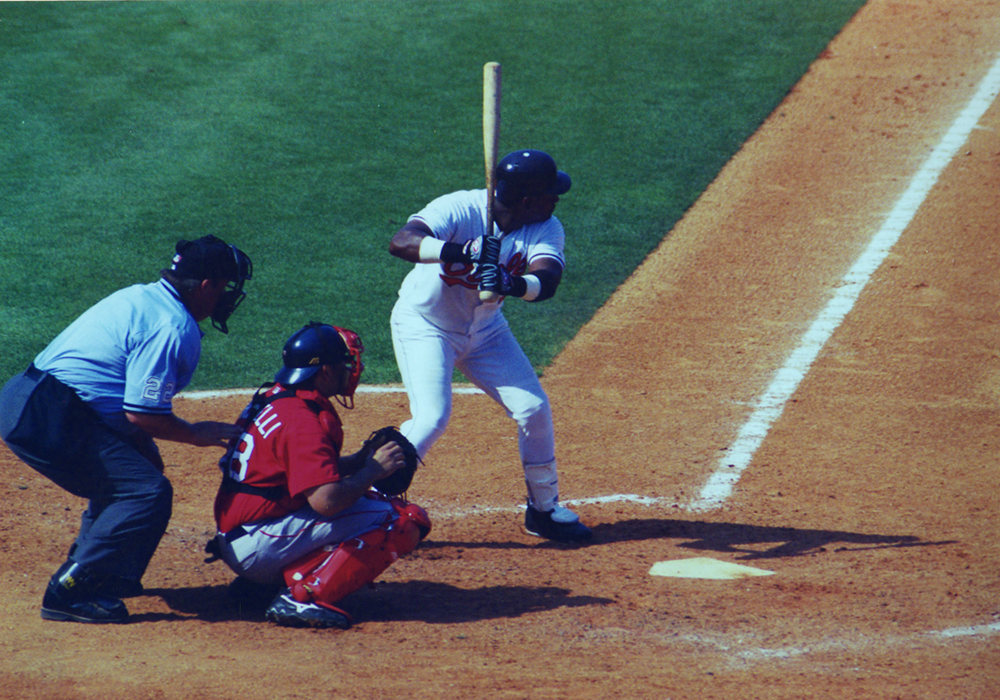
Baza domowa, od lewej: sędzia, łapacz i pałkarz

Baseball (pol. bejsbol) – sportowa gra zespołowa szczególnie popularna w Ameryce Północnej, Południowej i we wschodniej Azji.

## Historia baseballu
Pochodzenie baseballu jest niejasne. Ciągle trwają spory, która z wcześniejszych gier mogła dać początek temu sportowi.
Baseball jest podobny do staroangielskiej gry zwanej rounders, w którą grano w Ameryce w XVIII w. Zmieniające się stopniowo zasady gry spisano w 1845. W tym roku powstał w Nowym Jorku klub the Knickerbockers, w którym grano w baseball. Zasady i przepisy gry zostały skodyfikowane przez Alexandra Cartwrighta. Przepisy te w wielu punktach jeszcze odbiegały od współczesnych, lecz podstawowe zasady pozostały niezmienne.
W drugiej połowie lat osiemdziesiątych XIX wieku baseball nabierał popularności, by stać się jedną z najpopularniejszych gier rekreacyjnych klasy średniej w USA. Już w czasie wojny secesyjnej mecze baseballowe były rozgrywane w obozach obu armii. Wzrost popularności gry spowodował powstanie jej profesjonalnej odmiany. Już od początku lat siedemdziesiątych XIX wieku istniało w USA dziesięć profesjonalnych drużyn zgrupowanych w lidze zawodowej. W 1876 została utworzona National League of Professional Base Ball Clubs, będącą pierwszą organizacją regulującą zasady zawierania kontraktów pomiędzy drużynami a graczami zawodowymi. Organizowała ona także rozgrywki ligowe oraz walczyła z hazardowymi zakładami o wyniki gier, które powodowały zjawisko korupcji (sprzedawania meczów) w baseballu zawodowym. Jednocześnie drużyny zawarły nieformalną umowę zakazującą zatrudniania Afroamerykanów jako zawodników. W istocie jednak ta zasada była łamana przez wiele klubów, a czarnoskórzy zawodnicy wpisywani byli na listy jako Indianie lub mieszkańcy Karaibów. Praktyki tej zaprzestano dopiero w 1947, od kiedy zaczęto otwarcie zawierać kontrakty z Afroamerykanami.
Ostatecznie wykształciły się dwie główne ligi baseballowe, początkowo konkurujące z sobą: National League i American League. W 1902 obie główne ligi i szereg pomniejszych zawarły porozumienie – National Agreement, które regulowało kwestie prawne dotyczące kontraktów zawodników, przechodzenia ich z drużyny do drużyny i z ligi do ligi oraz rozpoczęło praktykę rozgrywania corocznych rozgrywek pucharowych pomiędzy zwycięzcami obu głównych lig, tzw. World Series (wbrew nazwie nie są one mistrzostwami świata, lecz Ameryki Północnej).
Już w pierwszych dziesięcioleciach XX wieku baseball stał się narodowym fenomenem Stanów Zjednoczonych, zarówno na poziomie zawodowym, jak i amatorskim. Zaczęto budować olbrzymie stadiony, mieszczące wiele tysięcy widzów, a we wszystkich parkach miejskich i na boiskach szkolnych zaczęły powstawać boiska publiczne i szkolne.
Pierwsze dziesięciolecia XX wieku nazywane są The Dead Ball Era ze względu na wysokie ceny piłek, którymi grano, nawet gdy zostały uszkodzone. W związku z tym wyniki gier stawały się coraz mniej przewidywalne i rzadko dochodziło do home runs. Innymi czynnikami wpływającymi na niską punktację były też znacznie większe rozmiary boisk, zaostrzenie przepisów, które wcześniej pozwalały na dowolną liczbę fouli bez konsekwencji (dziś każdy foul wlicza się do pierwszych dwóch strike’ów) oraz brak kontroli nad ingerowaniem miotacza w stan techniczny piłki (np. uszkadzanie, ślinienie, brudzenie), przez co uzyskiwał on przewagę nad pałkarzem. Ten okres w baseballu został zakończony wraz ze zmianą przepisów określających jakość piłki. Od tego momentu uszkodzona lub nawet zużyta piłka była wymieniana na nową w czasie gry (decyzję podejmował sędzia).
Ze względu na faktyczną segregację rasową, która bardzo utrudniała grę w ligach zawodowych czarnym zawodnikom, powstały czarne ligi, tzw. The Negro Leagues, w których grali wyłącznie Afroamerykanie. Ligi te straciły na znaczeniu, gdy w 1947 zaczęto przyjmować czarnych zawodników do drużyn innych lig.
Po II wojnie światowej dyscyplina ta utwierdziła swą dominację na sportowej scenie Ameryki Północnej. Był to także początek gwiazdorstwa w baseballu, gdzie czołowi gracze ligowi zyskiwali popularność kultową oraz wysokie kontrakty. W tym czasie baseball, dotychczas popularny w stanach północno-wschodnich, zdobywa także i Zachód, stając się fenomenem ogólnonarodowym.
Mimo rosnącej popularności sportu i wzrostu zarobków graczy, panowało wśród nich niezadowolenie. W szczególności mniej znani zawodnicy niezadowoleni byli z zarobków, które zwykle były wielokrotnie niższe niż nielicznych gwiazd tego sportu. Ci zaś woleli raczej występować z wolnej stopy (free agents), niż wiązać się restryktywnymi kontraktami. Sytuacja doprowadziła w 1981 do strajku zawodników. Trwał on siedem tygodni i 713 gier nie zostało rozegranych. Ostatecznie mediacje doprowadziły do zawarcia polubownego porozumienia. Niepokoje wśród zawodników powróciły w latach dziewięćdziesiątych. W 1994 miał miejsce drugi strajk, który zdezorganizował cały sezon. Głównym powodem był wprowadzanie górnej granicy zarobków (salary cap) w klubach napotykających na problemy finansowe. Zawodnicy twierdzili, że praktyka limitowania wynagrodzeń była dla nich niesprawiedliwa.
Oba strajki przyczyniły się do spadku popularności sportu. Wzrost zainteresowania footballem amerykańskim, koszykówką, a przede wszystkim gwałtownie rozprzestrzeniającym się hokejem, spowodował utratę kibiców przez wiele drużyn. W XXI wiek baseball wkroczył z problemami strukturalnymi, ciągle jednak pozostając jedną z czterech najpopularniejszych gier zespołowych Ameryki Północnej.
Baseball był sześć razy konkurencją pokazową podczas Igrzysk Olimpijskich. W 1992 roku podczas IO w Barcelonie dołączył do stałego programu zawodów. W latach 1992–2008 rozegrano pięć oficjalnych turniejów olimpijskich. Trzy razy mistrzami olimpijskimi zostali Kubańczycy (w 1992, 1996 i 2004), raz Amerykanie (w 2000) i Koreańczycy (w 2008). W 2005 MKOl zdecydował skreślić baseball i softball z oficjalnego programu igrzysk, uzasadniając decyzję między innymi absencją zawodowych graczy, występujących w lidze MLB. Do olimpijskiego programu baseball powrócił na igrzyska w Tokio, które odbyły się w 2021 roku, a turniej wygrali Japończycy. Na sesji Międzynarodowego Komitetu Olimpijskiego zorganizowanej w 2023 roku w Bombaju podjęto decyzję o włączeniu baseballu do programu Igrzysk Olimpijskich w Los Angeles w 2028.

## Zasady gry w baseball

### Boisko

Boisko do gry w baseball

Boisko do baseballa (ang. baseball diamond) jest wycinkiem koła o kącie rozwarcia 90°. Kształt boiska przedstawiony jest na diagramie obok. Boisko podzielone jest na dwa wyraźnie kontrastujące z sobą obszary. Pole wewnętrzne (ang. infield) składa się z kwadratu, na którego czterech rogach położone są bazy. Ta część boiska zwykle utworzona jest z utwardzonego piasku, zazwyczaj w czerwono-rdzawym kolorze. Długość boku tego kwadratu, a zarazem odległość pomiędzy poszczególnymi bazami, wynosi 30 jardów, czyli 27,43 metra. Wierzchołek kwadratu będący zarazem wierzchołkiem kąta prostego, którego ramiona stanowią boczne granice boiska (ang. foul lines) stanowi czwartą bazę, tzw. bazę domową (ang. home plate). Na wierzchołku leżącym po prawej stronie bazy domowej znajduje się pierwsza baza (ang. first base), na przeciwległym druga baza (ang. second base), a po lewej trzecia baza (ang. third base). Same bazy są rodzajem twardych poduszek o długości boku ok. 30 cm (1 stopa). Za bazą domową, już poza kwadratem, znajduje się stanowisko łapacza (ang. catcher box), zawodnika drużyny grającej w polu, czyli zawodnika łapiącego piłki rzucane przez miotacza. W pobliżu środka kwadratu, w odległości 20 jardów (18,39 m) od bazy domowej znajduje się środek wydzielonego koła o średnicy 6 jardów (5,49 m) będący stanowiskiem miotacza, czyli zawodnika drużyny w polu rzucającego piłki. Okrąg zwykle tworzy niewielki wzgórek, na którego szczycie stoi zawodnik. Pole wewnętrzne dopełnia część koła ze środkiem w miejscu stanowiska miotacza i o promieniu 30 jardów. Podobnie jak bazowy kwadrat, ta część boiska wysypana jest piaskiem lub drobnym żwirem. Druga część boiska, pole zewnętrzne lub tzw. zapole (ang. outfield), jest trawiastym obszarem będącym wycinkiem koła o promieniu 290 do 400 stóp (88,4 do 121,9 metra). Zewnętrzną i boczne granice pola zewnętrznego wytycza parkan.

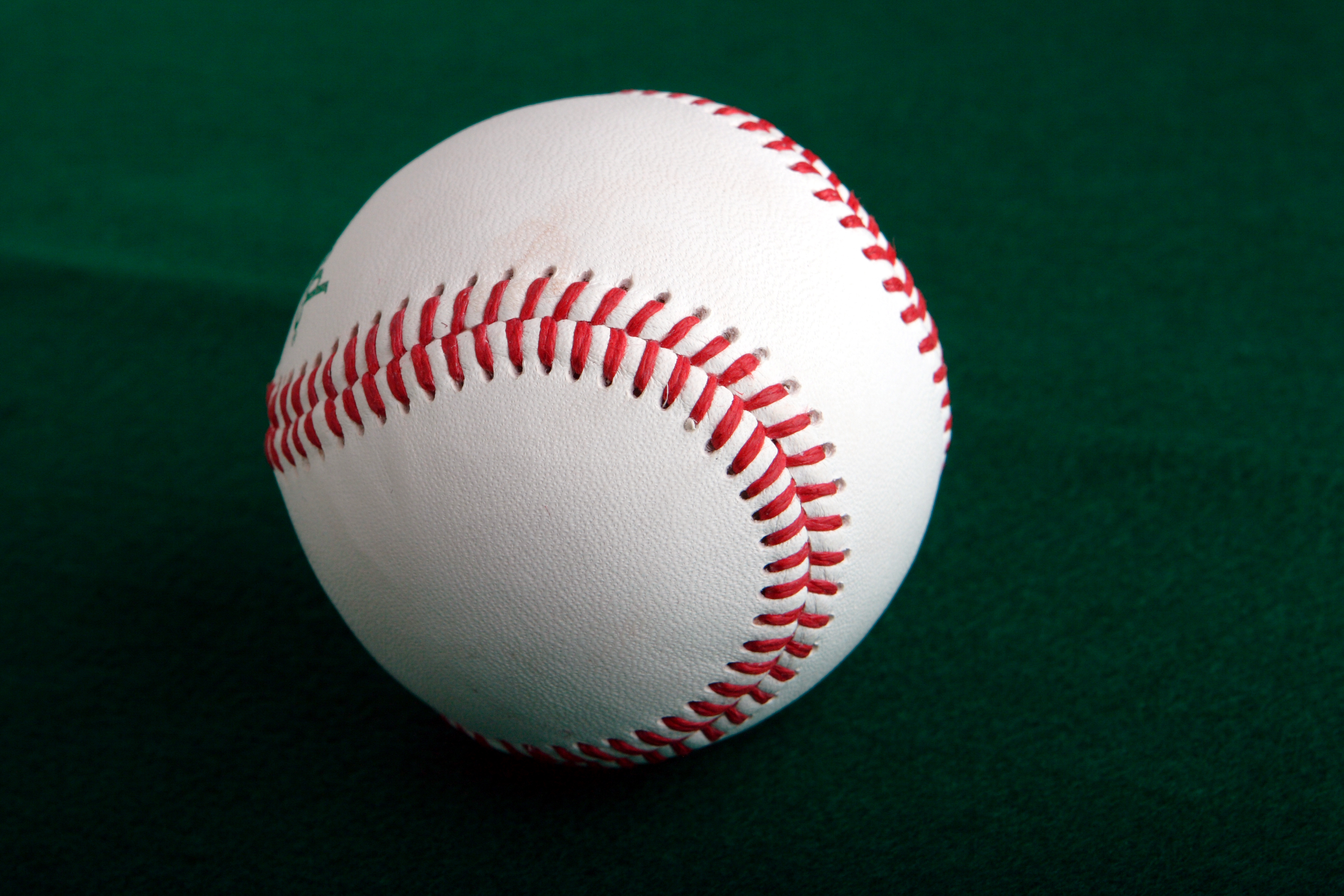
Piłka baseballowa

Kij baseballowy

### Zasady ogólne
W baseball grają dwie drużyny, z których każda na przemian spełnia rolę strony atakującej (ang. team at bat), której zadaniem jest zdobycie punktów, i przeszkadzającej w tym drużyny broniącej się (ang. fielding team). Zawodnik z drużyny atakującej najpierw odbija specjalną pałką (potocznie zwaną kijem) piłkę rzuconą przez miotacza, po czym rzuca kij i biegnie do najbliższej bazy, aby ją zaliczyć. Jeśli mu się uda to biegnie do kolejnej itd., aż skończy bieg. W tym czasie zawodnik z drużyny przeciwnej – łapacz, próbuje złapać piłkę odbitą przez biegnącego gracza. Kiedy tego dokona, zawodnik biegnący musi zatrzymać się w najbliższej bazie. Wygrywa drużyna, która po 9 rundach będzie miała więcej punktów. Zawodnik drużyny atakującej zdobywa punkt kiedy zaliczy wszystkie 4 bazy – 1 bazę, 2 bazę, 3 bazę i 4 bazę zwaną domem.

### Drużyna uderzająca
Ze strony drużyny uderzającej w każdym momencie gry uczestniczy przynajmniej jeden, lecz nie więcej niż czterech zawodników. Na początku pojedynczej rozgrywki, w grze uczestniczy tylko jeden zawodnik, a wraz z rozwojem gry i zdobywaniem kolejnych baz liczba ich wzrasta. Zawodnik uderzający kijem – pałkarz (ang. batter), staje z prawej lub lewej strony bazy domowej (w zależności czy jest prawo- czy leworęczny) i stara się kijem baseballowym, uderzyć w piłkę rzucaną przez miotacza (ang. pitcher) przeciwnej drużyny, zanim zdoła złapać ją łapacz (ang. catcher). Jeśli uda mu się to, pozostawiając kij stara się dobiec do pierwszej bazy, a jeśli to jest możliwe biegnie do kolejnych, zanim piłka zostanie złapana przez zawodników drużyny przeciwnej i odrzucona do zawodnika strzegącego bazy. Zawodnik zdobywa bazę, jeśli zdoła dotknąć jej jakąkolwiek częścią ciała, zanim dotknie go zawodnik drużyny przeciwnej strzegący tej bazy, któremu zostanie podana wcześniej piłka. Jeżeli zawodnik uderzający nie zdoła zdobyć bazy, zostaje zbity i wycofuje się z gry. Zawodnik zostaje zbity także wtedy, gdy wykona trzy nieudane próby (ang. strikeout) uderzenia piłki. Próba uderzenia piłki uznawana jest za nieudaną, gdy zawodnik wykona pełny zamach kijem nie trafiając w piłkę, a ona sama zostaje złapana przez łapacza. Zbicie następuje także wtedy, gdy po jej odbiciu piłka zostaje wyłapana z powietrza (ang. air ball) zanim spadnie na murawę. W przeciwnym razie jest to ground ball. Trzecim przypadkiem zbicia jest sytuacja gdy pałkarz trzykrotnie zignoruje (nie wykona próby jej odbicia) prawidłowo rzuconą piłkę. Jeżeli miotacz czterokrotnie popełni błąd rzucając piłkę w nieodpowiedni sposób, a zanim pałkarz wykona trzy błędy w uderzeniu, ten ostatni zdobywa bazę za darmo, dostaje tzw. walk. Jeżeli pierwsza baza jest zajęta, zawodnik na niej stojący przesuwa się o jedną bazę dalej, uwalniając ją dla nadchodzącego. Jeżeli zajęte są kolejne bazy, wszyscy zawodnicy je zajmujący przesuwają się o jedna bazę. W tej sytuacji zawodnik na trzeciej bazie osiąga w ten sposób bazę domową, zdobywając punkt dla swojej drużyny.
Zdobycie punktu następuje wtedy, gdy jeden zawodnik zdobędzie po kolei cztery bazy, włączając w to bazę domową. Zawodnik ma prawo walczyć o zdobycie następnej bazy wtedy, gdy zawodnik z jego drużyny będący w danym momencie pałkarzem zdoła uderzyć piłkę i sam biegnie w kierunku pierwszej bazy i staje się biegaczem. Zawodnik zdobywający kolejne bazy może być zbity w trakcie ich zdobywania, podobnie jak i zdobywający pierwszą bazę. Pilnujący każdej bazy po zbiciu zawodnika atakującego ją może odrzucić piłkę do pilnującego następną atakowaną bazę. Jeżeli tamten po złapaniu piłki dotknie swej bazy lub atakującego ją zanim ten bazę osiągnie, zbija także i jego. W tej sytuacji ma się do czynienia z podwójną grą tzw. podwójny aut. Teoretycznie może mieć miejsce potrójny aut, kiedy w podobny sposób zostają zbici trzej zawodnicy drużyny atakującej. Taka sytuacja zdarza się jednak niezwykle rzadko.
Jeżeli zawodnik uderzający uderzy piłkę w taki sposób, że nie złapana opuści ona obszar boiska (spadnie za parkanem, kończącym boisko), uzyskuje on tzw. home run. Wtedy to, jako że piłka jest poza grą i nie może być zbity, przebiega (zwykle powolnym truchtem) boisko zaliczając wszystkie po kolei bazy zdobywając punkt dla swojej drużyny. Jeżeli którakolwiek z baz jest zajęta przez innych zawodników, także i ci zaliczają pozostałe bazy dobiegając do bazy domowej, także zdobywając punkty dla swej drużyny. Przy home run drużyna atakująca może zdobyć aż cztery punkty pod warunkiem, że wszystkie trzy bazy są zajęte. Taki home run jest zwany grand slam.
Gdy zawodnik uderzający zostanie zbity lub zdobędzie bazę, do gry wkracza kolejny zawodnik tej samej drużyny. Kolejka, czyli lista pałkarzy zawodników jest ustalona przed meczem i żaden zawodnik nie może wrócić do gry jako uderzający, dopóki wszyscy jego koledzy z drużyny nie wykonają swego zadania na tej pozycji.

### Drużyna w polu

Rozstawienie graczy na boisku

Drużynę grającą w polu tworzą miotacz, łapacz, czterech wewnątrzpolowych, z których trzech strzeże bazy jako pierwszobazowy, drugobazowy i trzeciobazowy i łącznik, który zwykle zajmuje pozycję w okolicy drugiej bazy wspomagając drugobazowego. Drużynę dopełniają trzej zapolowi grający na polu zewnętrznym. Wszyscy zawodnicy występują jako uderzający, gdy ich drużyna gra jako uderzająca. Przepisy niektórych lig zwalniają z obowiązku uderzania miotacza, zamiast jego w grze bierze udział designated hitter.
Pierwszobazowy zajmuje pozycje bardzo blisko pierwszej bazy, stale dotykając ją nogą i będąc gotowym do przyjęcia piłki po odbiciu pałkarza przeciwnej drużyny. Drugobazowy i trzeciobazowy zwykle operują w okolicach swych baz. Łącznik zwykle stoi w okolicy drugiej bazy znajdującej się za plecami miotacza swej drużyny. Jest to bardzo ważna pozycja, gdyż najczęściej piłka uderzona przez pałkarza przeciwnej drużyny przelatuje tym torem, a wyłapanie jej tak blisko pola gry zapewnia zbicie zawodnika lub nawet dwóch zawodników (podwójny aut) przeciwnej drużyny. Trzech zapolowych rozmieszczonych jest na murawie pola zewnętrznego i zadaniem ich jest wyłapanie długich odbić, jeśli to tylko możliwe z powietrza (po wykonaniu tego zawodnik który uderzył tę piłkę zostaje automatycznie zbity), oraz odrzucanie piłki w kierunku łącznika, który przekazuje ją do kolejnych bazowych zgodnie z aktualnymi potrzebami gry. Jeżeli przed uderzeniem zawodnika drużyny atakującej są na bazach koledzy z tego samego zespołu i po odbiciu drużyna broniąca zbije z powietrza, wtedy zawodnicy na bazach muszą wrócić na swoje pierwotne bazy, w przeciwnym razie zostają zbici na tej bazie, gdzie wcześniej przed odbiciem się znajdowali. Jak będzie taka sytuacja: zawodnik drużyny atakującej jest na 1 bazie i uderza jego kolega z drużyny i ten co zajmował pierwszą bazę się nie ruszy, a pałkarz znajdzie się na 1 bazie a piłka będzie złapana po odbiciu od ziemi i rzucona na następną bazę wykonuje podwójne zbicie (ang. double play).

### Rezerwowi i dokonywanie zmian
W baseballu rezerwowym jest każdy, kto figuruje na liście graczy danego zespołu (w MLB skład ograniczony jest, z pewnymi wyjątkami, do 25 nazwisk). Podczas meczu drużyna może dokonać dowolną liczbę zmian, w każdym momencie, gdy piłka jest martwa. Zawodnik zastąpiony przez rezerwowego nie może wrócić do gry.
Gdy drużyna występuje w ataku (odbija), pałkarz może zostać zastąpiony w każdej chwili przez rezerwowego pałkarza lub – gdy osiągnie którąś z baz – rezerwowego biegacza. Zawodnik zastępujący pałkarza przejmuje jego numer na liście odbijania, który jest stały. Żaden z zawodników nie może zagrać w meczu pod dwoma różnymi numerami na liście.
Zawodnicy w formacji obronnej mogą dowolnie zamieniać się pozycjami na boisku, ale w przypadku tak specyficznych pozycji, jak miotacz czy łapacz, zdarza się to niezwykle rzadko. Gdy dochodzi do pojedynczej zmiany w obronie, rezerwowy przejmuje numer na liście odbijania gracza zastępowanego. Gdy mamy do czynienia z podwójną lub inną wielokrotną zmianą, odpowiadający za zespół musi wskazać sędziemu zawodów, pod jakimi numerami na liście będą grać rezerwowi.
W przypadku gdy reguły danej gry dopuszczają opcję designated hitter, miotacz może grać wyłącznie w obronie, a w ataku zastępowany jest przez dodatkowego pałkarza.

### Rzucanie

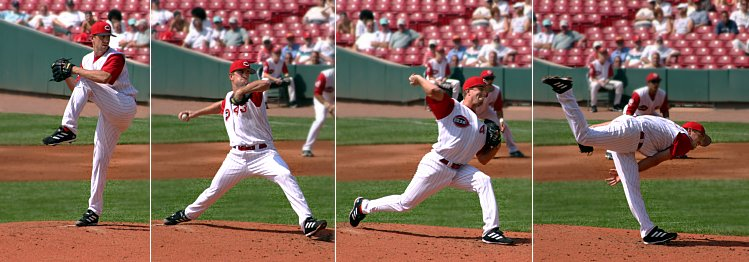
Fazy rzutu piłką

Rzucanie piłki, a w związku z tym i rola miotacza, jest nie do przecenienia. Wysoka klasa miotacza często decyduje o zwycięstwie drużyny i odwrotnie, błędy przez niego popełniane zwykle kończą się zdobyciem punktów przez drużynę przeciwną.
Miotacz jest zawodnikiem wyspecjalizowanym w swym zadaniu i zwykle nie występuje w kolejce pałkarzy (chyba że nakazują to ligowe przepisy) w czasie gdy drużyna gra jako uderzająca.
Miotacz zajmuje pozycję w centralnym punkcie bazowego kwadratu w odległości 60 stóp od łapacza, do którego kierowane są jego rzuty. Każdy z miotaczy ma swoją własną technikę rzutu, lecz można wyróżnić w nich pewne zasadnicze wspólne cechy. W pierwszym momencie miotacz trzyma piłkę w dłoni za plecami. Przebierając palcami, stara się uchwycić piłkę tak, by najskuteczniej ją uwolnić w końcowej fazie rzutu. Następnie lekko przysiadając na jednej nodze, wykonuje półobrót, jednocześnie wykonując wypad ciałem z jednoczesnym potężnym wymachem ręki, w której trzyma piłkę. W końcowej fazie zamachu uwalnia piłkę, która szybuje w kierunku łapacza. Wyrzut kończy się przysiadem, w którym hamowana jest energia bezwładności ciała. Miotacz po wykonaniu rzutu szybko podnosi się, by być gotowym na ewentualne wyłapanie piłki odbitej przez pałkarza przeciwnej drużyny, gdy ta znajdzie się w jego zasięgu. Taka sytuacja nie jest częsta, lecz zwykle prowadzi do zbicia zawodnika lub w sprzyjających okolicznościach podwójnego, a nawet potrójnego (ang. triple play).

### Łapanie piłki

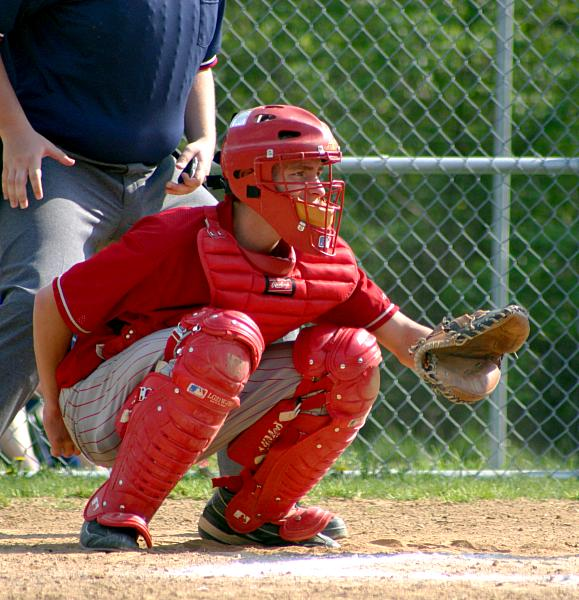
Łapacz

Łapacz jest zawodnikiem najbliżej współpracującym z miotaczem, tworząc z nim zespół zwany battery. Zajmuje on pozycję bezpośrednio za bazą domową. Zadaniem łapacza jest skuteczne złapanie piłki skierowanej do niego. Niekiedy także musi ją odrzucić do jednego z bazowych, jeżeli wymaga tego aktualna sytuacja (np. zawodnik drużyny przeciwnej próbuje w tym czasie zdobyć następną bazę). Zadanie łapacza wymaga sprawności fizycznej. W ciągu każdego meczu musi on kucając spędzić w niewygodnej pozycji wiele czasu. Dodatkowo pewne złapanie piłki nadlatującej z prędkością 130-150 kilometrów na godzinę wymaga dużej wprawy i zręczności. Także zawodnicy grający w polu muszą być bardzo sprawni w wyłapywaniu piłek w różnych sytuacjach. Łapacz nosi kask chroniący również twarz, osłonę na tułów i parkany na łydkach. Warto nadmienić, że stojący za nim sędzia jest ubrany tak samo. Ale zawsze na czarno.

### Uderzanie piłki

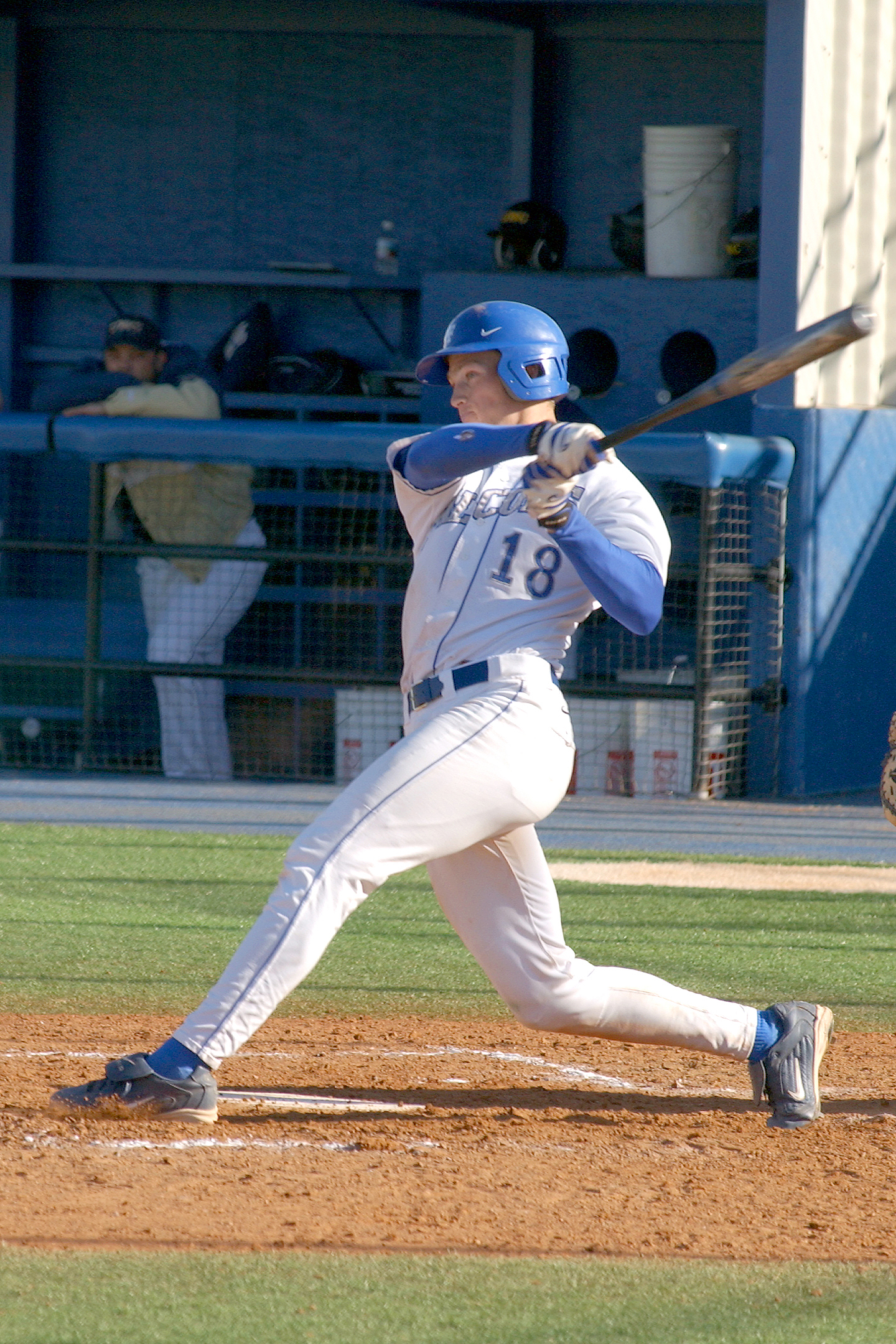
Pałkarz w pełnym zamachu

Uderzenie piłki zwykle następuje po szerokim zamachu kijem. Przy skutecznym uderzeniu piłka (zwykle na ułamek sekundy zanim wyląduje ona w rękawicy łapacza) wylatuje w przestrzeń. Jeżeli przekroczy boczne linie zwana jest foul ball i zwykle jest ignorowana, aczkolwiek gdy złapana z powietrza przez łapacza lub innego zawodnika, jest uznawana jako out. Zwykle jednak te piłki lądują na trybunach. Najbardziej oczekiwanym uderzeniem jest takie, które kończy się wysokim i dalekim (poza krańcowy parkan) lotem. W takiej sytuacji mamy do czynienia z home run. Podobnie uderzona piłka, lecz z mniejszą siłą, ląduje w polu gry, lub co gorsza dla zawodnika uderzającego, zostaje wyłapana z powietrza i powoduje jego wyautowanie. Bardziej pożądanym jest płaskie, szybkie uderzenie (ang. line drive), w wyniku którego piłka, jeśli tylko przedrze się przez zaporę zawodników grających w polu wewnętrznym, kozłując lub lecąc płaskim lotem zagłębia się w pole zewnętrzne. Taka trudna do złapania piłka zwykle daje uderzającemu wystarczająco dużo czasu na zdobycie jednej lub nawet dwóch baz.

### Zdobywanie baz

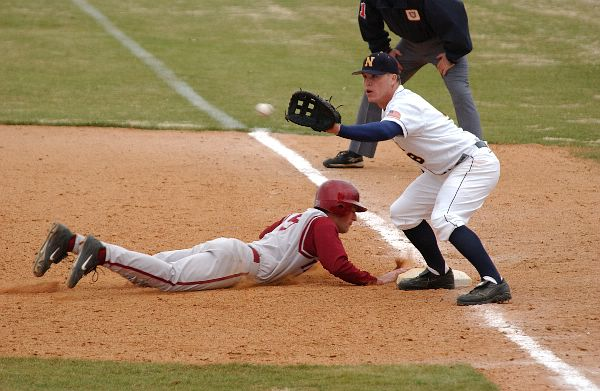
Baza zdobyta ślizgiem (wyraźnie widać, iż zdobywający jest już w kontakcie z bazą, podczas gdy strzegący jej nie złapał jeszcze piłki)

Celem gry jest zdobywanie baz. Podstawowym sposobem jest prawidłowe odbicie piłki przez pałkarza, które zwykle daje mu wystarczająco dużo czasu na dobiegniecie do bazy, a innym zawodnikom z bazy do bazy. Nie jest to jedyny sposób. Po pierwsze, jeśli miotacz popełni cztery błędy (ang. balls), to znaczy piłka rzucona przez niego nadleci do łapacza nieodpowiednim torem, a pałkarz nie wykona zamachu, dostaje bazę darmo (ang. base on balls – BB, walk). Podobnie się dzieje, gdy błędnie rzucona piłka uderzy pałkarza. Taka sytuacja często kończy się groźną kontuzją, lecz jeśli tak nie jest, pałkarz dostaje bazę za darmo. Często miotacz specjalnie rzuca piłkę poza zasięgiem pałkarza i oddaje bazę za darmo, szczególnie kiedy kolejny pałkarz jest o wiele mniej groźny.
Innym sposobem zdobycia bazy jest jej „ukradzenie” (ang. stealing base). Ukraść bazę może zawodnik zajmujący pierwszą, drugą lub trzecią bazę i ma przed sobą wolna bazę, to znaczy nie zajętą przez innego zawodnika własnej drużyny. Normalnie zawodnik zajmujący bazę stoi bardzo blisko niej, by uniknąć ewentualnego zbicia. Zawodnik zamierzający ukraść bazę zwykle odsuwa się od niej na kilka kroków w kierunku następnej bazy. Zwykle jest to zauważone przez drużynę przeciwną, lecz często ignorowane. Niektórzy miotacze podejmują jednak próbę zbicia takiego zawodnika, niespodziewanie rzucając piłkę zamiast do łapacza do bazowego strzegącego danej bazy. Jeśli zawodnik usiłujący ukraść bazę nie powróci na swoją zanim bazowy złapie piłkę, zostaje zbity. Zważywszy na fakt, że kradnącymi bazy są to zawodnicy zwinni, na ogół udaje im się manewr powrotu na bazę. Podanie piłki przez miotaczy do bazowego najczęściej traktowane jest jako próba zniechęcenia kradnącego niż nadzieja na jego zbicie, gdyż jest to manewr dość ryzykowny.
Zawodnik stojący na którejś z baz może ruszyć w kierunku następnej w dowolnym momencie – także zaraz po uderzeniu przez pałkarza. Kiedy jednak pałkarz uderzy piłkę wysoko w powietrze (ang. fly ball), to kradnący powinien się wstrzymać. Jeśli bowiem któryś z zawodników broniących wyłapie piłkę przed jej kontaktem z ziemią, to pałkarz zostaje wyautowany, a wszyscy atakujący w polu muszą wrócić do bazy, którą zajmowali przed uderzeniem. Dopiero po „zameldowaniu” się na swojej bazie mogą spróbować pobiec do następnej.

### Zmiany i punktacja
Podstawową jednostką meczu baseballowego jest zmiana (ang. inning). Każda zmiana składa się z dwóch części, (ang. top of inning i bottom of inning). W każdym z okresów drużyny grają na przemian jako uderzająca i w polu, a drużyna przyjezdna zazwyczaj odbija jako pierwsza. Połowa kończy się, gdy trzech zawodników drużyny uderzającej w danej połowie zostaje zbitych.
Pomiędzy każdą zmianą, jak i pomiędzy połowami, następuje krótka przerwa na przegrupowanie drużyn. Jeżeli po pierwszej połowie dziewiątej zmiany drużyna odbijająca jako pierwsza przegrywa, druga drużyna już nie odbija, a mecz uznaje się za zakończony jej zwycięstwem.
Standardowy mecz baseballowy składa się z dziewięciu zmian. Zgodnie z zasadami mecz nie może zakończyć się remisem. Jeśli drużyny w końcu dziewiątego zmiany posiadają tę samą liczbę punktów, dodawane są kolejne zmiany. Gra jest kontynuowana do czasu zdobycia rozstrzygającego punktu. Teoretycznie więc mecz baseballowy może trwać w nieskończoność. Praktycznie jednak prędzej czy później któraś z drużyn zdobywa punkt. Najdłuższym, a jednocześnie jedynym remisowym zanotowanym w historii meczem baseballowym był rozegrany w 1920 roku pomiędzy Brooklyn Robins (dzis. Los Angeles Dodgers) a Boston Braves. Mecz przerwano po 26 zmianach z powodu zapadających ciemności. Mecz zakończył się wynikiem 1-1. Punktacja w meczu baseballowym jest niezwykle prosta. Liczone są punkty za każdorazowe zdobycie bazy domowej. Zwykle sumaryczna liczba punktów zdobyta przez obie drużyny oscyluje wokół liczby 10, jednak mecze, w których zdobywany jest tylko jeden punkt lub dwa, nie należą do rzadkości.

### Dodatkowy personel i sędziowie
Każda z drużyn ma swojego głównego trenera. Jego zadaniem jest dbanie o ogólną strategię gry, ustalenie pozycji i kolejki uderzających. Ma on do pomocy asystentów, dbających o poszczególne elementy gry i grupy zawodników. Stanowiska trenerów znajdują się na obrzeżu boiska pomiędzy pierwszą a drugą bazą i pomiędzy trzecią a domową bazą. Trenerzy doradzają zawodnikom w czasie gry.
Grę nadzorują sędziowie (ang. umpires). W każdej grze uczestniczy przynajmniej jeden sędzia zajmujący stanowisko za łapaczem. Jego zadaniem jest decydowanie o prawidłowości rzucanych piłek. W grze lig zawodowych do każdej bazy przypisany jest pojedynczy sędzia (lecz w bardzo ważnych meczach, jak np. finały MLB lub Mistrzostwa Świata i Europy są dodatkowi sędziowie, którzy stoją na bocznych liniach). Decyduje on, czy baza została zdobyta, czy też zawodnik ją zdobywający został zbity. Oddzielną funkcją jest sędzia zliczający punkty (ang. official scorer).

## Ubiór i wyposażenie zawodników
Tradycyjnie zawodnicy drużyn baseballowych ubrane są w trykotowe stroje, składające się z bluz z długimi rękawami, długich spodni i podkolanówek często naciągniętych na spodnie. Trykoty poszczególnych drużyn różnią się krojem, barwami i znakami. Sportowe buty wyposażone są w blaszki na podeszwie, by zwiększyć przyczepność do gruntu. Ważnym elementem ubioru zawodników jest czapka z daszkiem (baseballówka – baseball cap). Szeroki i długi daszek ma za zadanie ochraniać oczy przed słońcem. Popularność baseballu przyczyniła się do wzrostu popularności tego typu czapek, które praktycznie wyparły inne nakrycia głowy w codziennym użyciu. Do pozostałych elementów wyposażenia zawodnika należą:
- kij baseballowy (baseball bat) – lekko stożkowy z zaokrąglanym końcem i wygodnym, dwuręcznym uchwytem. Wykonywane z drewna lub różnych stopów metali (np. stopy aluminium). Te ostatnie nie są dopuszczone do użytku w ligach zawodowych.
- rękawiczki do odbijania (batter’s glove) – dzięki nim pałka nie ślizga się, amortyzuje prądy, które przechodzą przez pałkę w czasie odbicia oraz zapobiegają odciskom na rękach.
- rękawica baseballowa (baseball glove) – duża rękawica, przystosowana do wygodnego i skutecznego chwytania piłki.
- piłka (baseball ball) – kauczukowate jądro owinięte jest ciasno wieloma warstwami cienkiego sznurka. Pokryta skórą lub skóropodobnym tworzywem ze szwem.
- hełm pałkarza (batter helmet) – podobny w kształcie do czapki, lecz wzmocniony miękką wykładziną i osłoną na ucho wystawione w kierunku nadlatującej piłki, skutecznie chroniący głowę zawodnika przed uderzeniem.
- osłona (strój) łapacza – maska ze stalowych drutów, napierśnik i nagolenniki chroniące łapacza przed przypadkowym uderzeniem piłką oraz tzw. „poduszki” umocowane do nagolenników, które chronią kolana łapacza (narażone na duży wysiłek). To samo nosi sędzia (tyle że zawsze w kolorze czarnym), gdyż z racji przebywania w bazie domowej jest stale narażony na ciosy piłką.

## Kultura baseballowa
Baseball od ponad stu pięćdziesięciu lat jest ważnym czynnikiem kulturotwórczym w amerykańskim społeczeństwie. Nic w tym dziwnego, iż wykształcił się cały nurt kulturowy związanym z baseballem. Baseball miał też wpływ na wiele pobocznych nurtów kultury masowej. Do treści baseballowej odwołuje się szereg piosenek popowych, z których najpopularniejszą jest Take Me Out to the Ball Game, grana na meczach także i współcześnie. Powstało także wiele filmów fabularnych poświęconych wyłącznie tematom baseballowym lub na nich osnutych. Przykładem jest fantastyczny Field of Dreams, rodzinna komedia A League of Their Own, czy dramat The Pride of the Yankees. Baseball miał także wpływ na język. W amerykańskiej odmianie języka angielskiego istnieje szereg powiedzonek i idiomów wywodzących się z terminologii baseballowej – np. popularne touch the base, na odświeżenie znajomości.
Można wyróżnić także kilka cech typowych dla baseballu, związanych z zachowaniami na meczu:
- Rodzinność – baseball jest grą rodzinną. Na mecze często udają się całe rodziny, widownia często przypomina więc bardziej piknik niż wydarzenie sportowe. W przerwach na olbrzymich ekranach wyświetlane są twarze osób z widowni, obchodzących tego dnia urodziny. Często się zdarza, że młodzi mężczyźni, także na oczach wielotysięcznych tłumów, wręczają swoim ukochanym zaręczynowe pierścionki prosząc je o rękę. Cecha rodzinności rozciąga się także na zawodników. Ich żony, a także i dziewczyny oraz narzeczone, zwykle podróżują wraz z nimi. Na stadionach istnieją specjalne trybuny dla nich, z których mogą one bacznie obserwować i zagrzewać do dobrej gry swych mężczyzn.
- Brak przemocy – w przeciwieństwie do europejskich imprez sportowych, na i po meczach baseballowych nigdy nie dochodzi[potrzebny przypis] do aktów przemocy pomiędzy kibicami przeciwnych drużyn.
- Czapka baseballowa – używana kiedyś wyłącznie przez zawodników, stała się najpopularniejszym nakryciem głowy, wypierając niegdyś nieodłączny atrybut Amerykanina – kapelusz.
- Żucie tytoniu – niegdyś wszyscy zawodnicy żuli tytoń[potrzebny przypis], często obficie spluwając żółto-brązową śliną. Współcześnie ten zwyczaj wyszedł z mody.
- Maskotki – każda drużyna ma swoją maskotkę. Można ją zakupić jako pluszową zabawkę, lecz jej oryginałem jest zawsze osoba przebrana w strój ją wyobrażający. Maskotka uczestniczy w meczu zachęcając zawodników swej drużyny do gry, wyśmiewając i parodiując zawodników drużyny przeciwnej oraz zabawiając publiczność.

## Ligi baseballowe

### Major League Baseball
Najważniejszą ligą zawodową w Ameryce Północnej (Stany Zjednoczone i Kanada) jest Major League Baseball, która składa się z dwóch lig (Ligi Narodowej oraz Ligi Amerykańskiej), a każda z nich dzieli się na trzy dywizje (wschodnią, centralną i zachodnią).
Zespoły rozgrywają w sezonie zasadniczym trwającym od kwietnia do września po 162 mecze. Większość meczów jest rozgrywana pomiędzy zespołami z danej ligi, wyjątkiem jest około 20 tzw. meczów międzyligowych (interleague games), które rozgrywane są zazwyczaj w połowie sezonu.
Po zakończeniu sezonu zasadniczego po sześć zespołów z każdej z lig (trzech zwycięzców dywizji oraz trzy kolejne zespoły z najlepszym bilansem, tzw. dzikie karty) przystępują do decydującej rozgrywki o mistrzostwo ligi (postseason). Składa się ona z czterech rund:
- Wild Card Series (do dwóch zwycięstw; dwóch zwycięzców dywizji z najlepszym bilansem otrzymuje wolny los)
- Division Series (do trzech zwycięstw)
- Championship Series (do czterech zwycięstw)
- World Series (do czterech zwycięstw)

Zwycięzca World Series jest ogłaszany mistrzem świata.

## Inne ligi w USA

### Ligi młodzieżowe
- Little League
- Dizzy Dean Baseball
- American Legion Baseball
- USSSA Baseball
- Ripken Baseball
- Babe Ruth League

### Ligi szkolne
- National Federation of State High School Associations (NFHS)

### Ligi uniwersyteckie
- NCAA

### Inne ligi profesjonalne i półprofesjonalne
- Minor League Baseball
- Negro league baseball, istniejąca do 1958
- All-American Girls Professional Baseball League
- The Dodgers

## Organizacje międzynarodowe
- International Baseball Federation
- Independent Baseball

## Zawodowe ligi krajowe
- Australian Baseball League
- Bundesliga (baseball)
- Chinese Professional Baseball League
- Serie Nacional de Béisbol
- Campionato Italiano di Baseball
- Korea Baseball Organization
- Liga de Beisbol Profesional de la Republica Dominicana
- Liga Dominicana de Beisbol Profesional
- Liga Mexicana de Beisbol
- Liga Venezonlana de Beisbol Profesional
- Netherland Hoofdklasse
- Nippon Professional Baseball (NPB)

## Inne ligi
- Liga Mexicana del Pacifico
- Puerto Rico Baseball League

## Rozgrywki międzynarodowe
- World Baseball Classic
- Serie del Caribe